# Onthophagus lanista
Onthophagus lanista là một loài bọ cánh cứng trong họ Bọ hung (Scarabaeidae).